# Джерельник папоротевий
Джерельник папоротевий (Cratoneuron filicinum) — вид мохів порядку гіпнобрієвих (Hypnales).

## Поширення
Ареал охоплює такі частини світу: Європа, Африка, Північна Америка, Південна Америка, Азія, Нова Зеландія.
Населяє вологі місця у вапняних районах, скелях, підніжжях дерев біля струмків, джерела, вологий ґрунт, вапняні болота; від низьких до високих висот.

## Характеристика

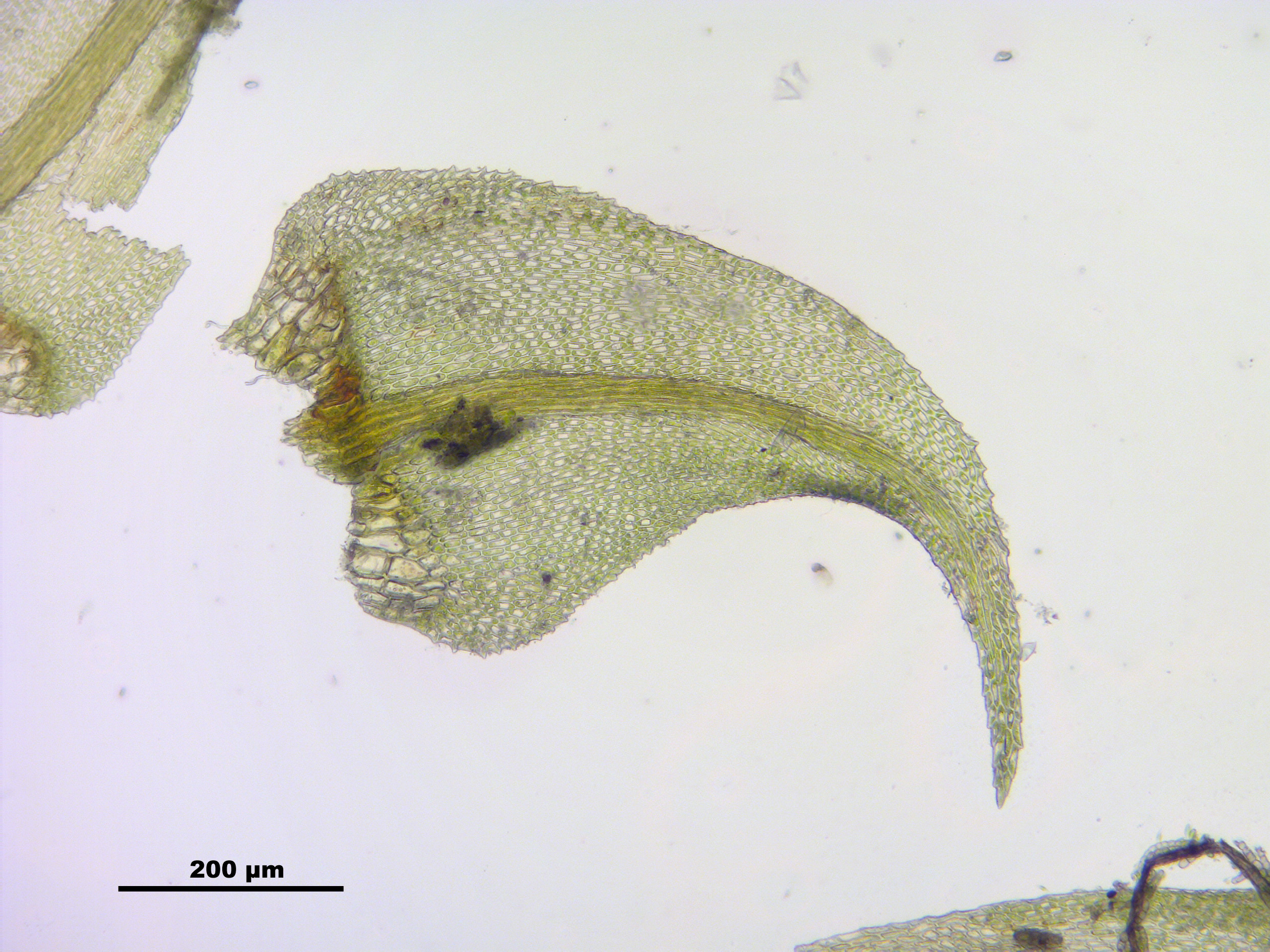

Рослини дещо жорсткі. Стебла з верхівками пагонів і гілок часто бліді; пахвові волоски нечисленні, слабкі. Стеблові листки поступово або раптово звужені до верхівки, плоскі або злегка увігнуті. Гілкові листки зазвичай вужчі.